# Serge Serfati
Pour les articles homonymes, voir Serfati.

## Introduction
Serge Serfati, né le 26 décembre 1955, est un Karaté français, ceinture noire 8e dan, ancien membre de l’équipe de France de karaté. 
Il s’est distingué par de nombreux titres nationaux et internationaux en kumite, avant de devenir expert fédéral, formateur, consultant et fondateur d’institutions reconnues dans le domaine des arts martiaux.  
Il est également musicien, auteur-compositeur et a participé à des missions de sécurité à haut niveau. 

## Carrière sportive
Serge Serfati débute le karaté en 1971. Il rejoint l’équipe de France en 1979 et y reste jusqu’en 1992. Spécialiste du kumite (combat), il devient l’un des athlètes français les plus titrés de sa génération.

## Palmarès
| Résultat           | Date | Épreuve                   | Catégorie | Compétition                | Ville hôte               |
| ------------------ | ---- | ------------------------- | --------- | -------------------------- | ------------------------ |
| Médaille de bronze | 1984 | Kumite individuel - 75 kg | Seniors   | Championnats du monde 1984 | Maastricht, aux Pays-Bas |
| Médaille de bronze | 1985 | Kumite individuel - 75 kg | Seniors   | Championnats d'Europe 1985 | Oslo, en Norvège         |
| Médaille d'argent  | 1985 | Kumite individuel - 75 kg | Seniors   | Jeux mondiaux 1985         | Londres, au Royaume-Uni  |
| Médaille d'or      | 1986 | Kumite individuel - 75 kg | Seniors   | Championnats d'Europe 1986 | Madrid, en Espagne       |
| Médaille de bronze | 1985 | Kumite individuel - 75 kg | Seniors   | Championnats d'Europe 1988 | Gênes, en Italie         |

## Engagements institutionnels et formation
Expert fédéral auprès de la Fédération Française de Karaté (FFK) depuis 2013, Serge Serfati est membre de la Commission des grades depuis 2017. Il a également occupé les fonctions de :
- Responsable régional des grades (Ligue de Paris, 2000–2005)
- Responsable adjoint Île-de-France des examens de grades des disciplines associées (2007–2014)

Titulaire du Diplôme d’État Supérieur (DESJEPS), du BEES 2e degré, et de certifications complémentaires (karaté santé, coaching mental, diététique sportive), il intervient dans la formation d’éducateurs, de cadres techniques, ainsi qu’en milieu militaire.

## Institut des Arts Martiaux
En 1995, Serge Serfati fonde l’Institut des Arts Martiaux (IAM) à Paris (13e). Le centre propose un enseignement pluridisciplinaire (karaté, self-défense, krav maga, kick boxing, ladies boxing, cours de remise en forme) accessible à tous les niveaux. L’institut organise des stages nationaux et internationaux, et développe des programmes liés à la performance, la santé et l’inclusion.

### KIWAZA: leadership et entreprise
En 2018, il crée KIWAZA, structure de formation professionnelle inspirée des arts martiaux. Il y conçoit des programmes sur le leadership, la résilience, la cohésion d’équipe et la gestion du stress, mêlant arts martiaux, neurosciences et pédagogie.
Il intervient notamment pour Airbus, Orange, Dassault Systèmes, SNCF, Crédit Agricole, des collectivités locales et grandes écoles.

### Missions de sécurité
De 1985 à 1995, Serge Serfati a participé en tant qu’expert dans les arts martiaux à de multiples échanges avec les formateurs du Groupe de Sécurité de la Présidence de la République (GSPR).
Il a également été :
- Chef de groupe en sécurité incendie à La Défense (1976–2009)
- Sapeur-pompier de Paris (1974–1976)

### Activités artistiques
Serge Serfati a été musicien et auteur-compositeur inscrit à la SACEM. Il a réalisé des œuvres musicales autour de la symbolique martiale.
KAGE MUSHA – L’OMBRE DU GUERRIER
En l’an 2000, à l’occasion de l’Open de Paris organisé au stade Pierre de Coubertin, Porte de Saint-Cloud, une œuvre originale voit le jour : Kage Musha – L’Ombre du Guerrier. Conçue comme un accompagnement sonore pour les grandes manifestations liées aux arts martiaux — démonstrations, défilés ou temps forts — cette œuvre musicale s’inscrit dans une démarche symbolique.
Fruit de la collaboration entre Serge Serfati, percussionniste passionné, et Phil Carillo, auteur-compositeur engagé, ce projet prend forme au cœur d’un studio parisien situé au 116 rue Legendre. Ensemble, ils donnent naissance à un univers empreint de discipline, de sens et de mouvement.
L’intitulé Kage Musha, signifiant « l’ombre du guerrier », trouve son origine dans une intuition de M. Francis Didier.
Cette œuvre musicale demeure aujourd’hui la seule création autorisée à arborer le logo officiel de la Fédération Française de Karaté.
Diffusée à 15 000 exemplaires à travers clubs et structures nationales, elle a accompagné de nombreux événements sportifs et artistiques.

### Record Guinness

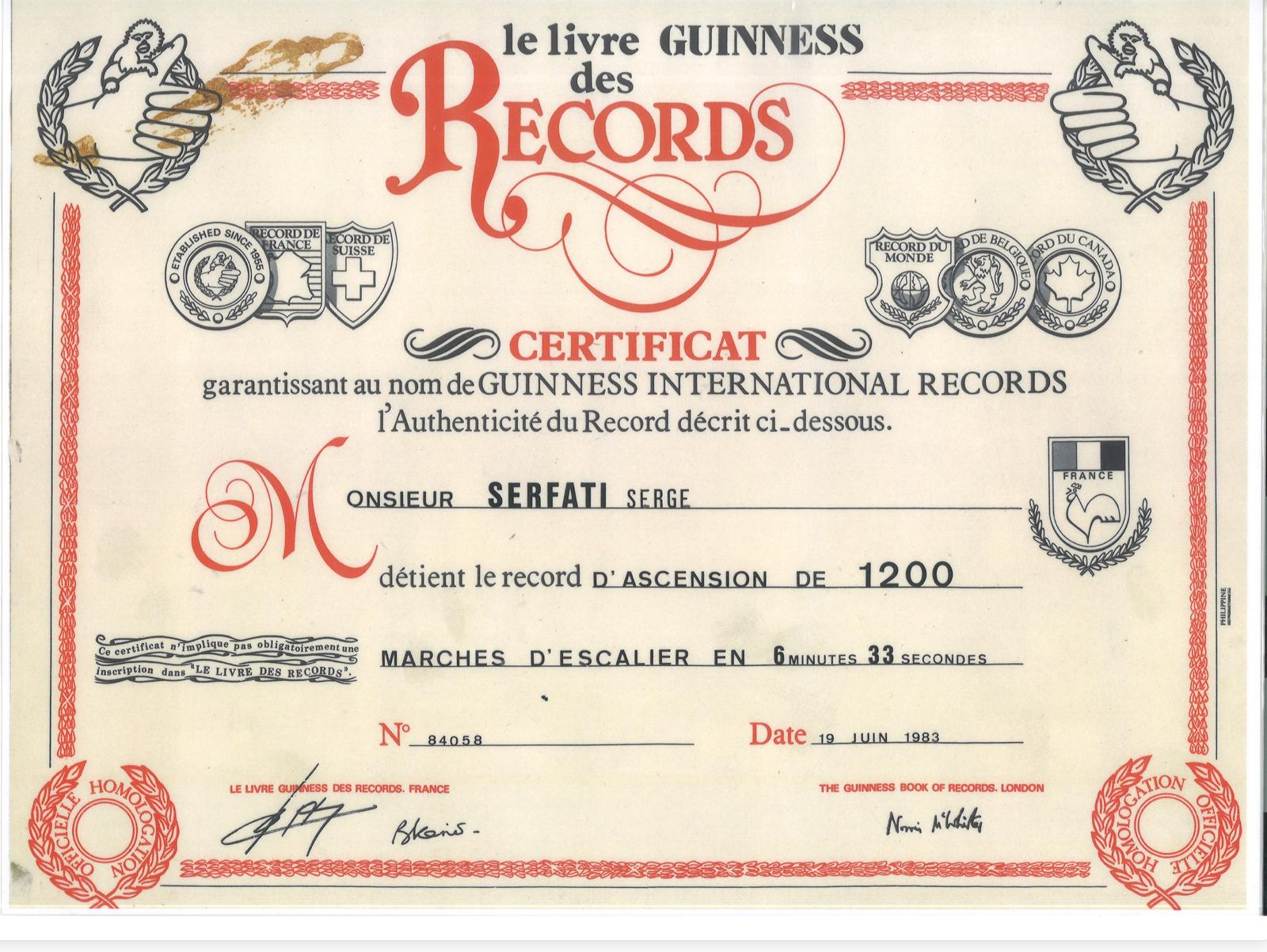
Serge Serfati

Le 19 juin 1983, Serge Serfati établit un record d’ascension de 1 200 marches d’escalier en 6 minutes et 33 secondes, reconnu par le comité français du Guinness des Records. Ce record met en lumière sa condition physique et son esprit de dépassement.

### Distinctions
- Médaille d’or de la Jeunesse et des Sports (2001)
- Prix du fair-play – CNOSF (2009)
- Diplôme d’honneur du CNOSF (2009)
- Médaille de bronze de la Ville de Paris (2016)